# マーベル・ウイン (サッカー選手)
マーベル・ウイン2世（Marvell Wynne II、1986年5月8日 - ）は、アメリカ合衆国の元サッカー選手。

## 経歴
父はMLB、日本プロ野球阪神タイガースでプレイした元野球選手のマーベル・ウイン。父がピッツバーグ・パイレーツに在籍していた時にペンシルバニア州ピッツバーグで生まれた。
UCLA在学中の2006年にMLSスーパードラフトで全体1位指名を受け、レッドブル・ニューヨーク（ドラフト当時はメトロスターズ）に入団した。2007年コパ・アメリカのアルゼンチン戦で代表初キャップを記録した。
2008年には北京オリンピックに代表として参加。予選で日本代表とも対戦した。
2008年9月27日、トロントFCに移籍した。
2010年3月25日、コロラド・ラピッズに移籍した。
2014年12月、サンノゼ・アースクエイクスに移籍した。

## 所属クラブ
- レッドブル・ニューヨーク 2006-2007
- トロントFC 2007-2010
- コロラド・ラピッズ 2010-2014
- サンノゼ・アースクエイクス 2015-2017

## 代表歴
- U-20 USA代表
  - 2005年 FIFAワールドユース選手権
- U-23 USA代表
  - 北京オリンピック
- USA代表 2007